# Campoplex infumatus
Campoplex infumatus là một loài tò vò trong họ Ichneumonidae.